# Presbiter

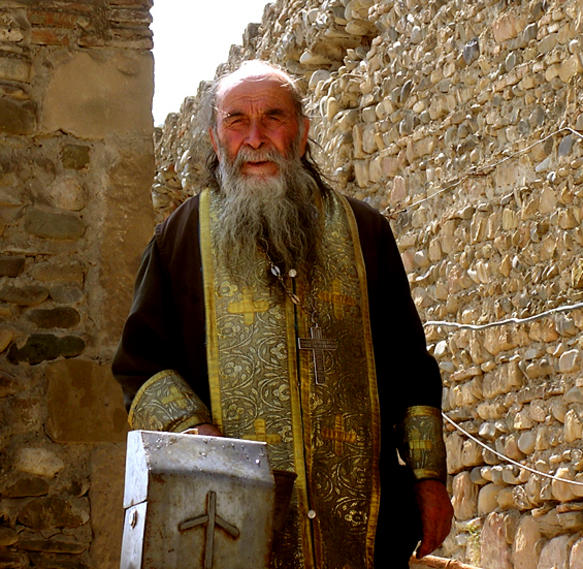
Egy grúz-ortodox presbiter

A presbiter vagy preszbiter (a görög πρεσβύτερος preszbüterosz = idősebb szóból) az őskeresztény közösségek vezetője, elöljáróinak neve volt. A mai kereszténységben eltérő jelentésű cím. A katolikus, ortodox, anglikán szóhasználatban a pap szinonimája. Más protestáns felekezetek szóhasználatában a presbiter nem a papság tagjára vonatkozik, hanem inkább gyülekezeti szolgálóra, vezetőre vagy "vén"re.

## Őskeresztények
Pál apostol az Ap. Csel. 14:23 alapján presbitereket szentelt fel az általa alapított gyülekezetekben.
Az ősi keresztény közösségekben az izraelita zsinagógai működés mintájára elöljárókat választottak, akik bizonyos hatalmat nyertek, felügyeltek az istentiszteletnél az áhítatra, illetve kezelték a közösség ügyeit és felügyelték a hívek erkölcsi magaviseletét.

## Katolicizmus
A római katolikus egyházban a preszbiter az áldozópap ritkábban használt neve. A preszbiteri rend a püspöki rend után következik, így a felsőbb rendekhez tartozó egyházi rend. A püspöki renddel együtt a sacerdotiumhoz (papság) tartozik; ez a két rend jogosít fel a misézésre.

## Protestantizmus
A protestáns egyházakban a presbiterek többnyire a lelkész mellé választott, világiakból álló döntéshozó testület (presbitérium) tagjai.
Az evangélikus egyházban az egyházkormányzat minden fokán (egyházközség, egyházmegye, egyházkerület) meghatározott teendők elvégzésére szervezett szűkebb körű presbitériumok tagjai; részint lelkészek, részint nem-lelkészek.
A református egyházakban az egyházközségekben az egyházközség választásra jogosult tagjai közül bizonyos időtartamra (6 évre) választott egyházközségi tisztviselő, akinek feladata az egyházközség presbitériumának munkájában való részvétel, „az egyházközség szellemi és anyagi ügyeinek intézésében, az egyházi önkormányzat gyakorlásában és az egyházi fegyelem fenntartásában” való közreműködés. 